# Rhinobatos thouiniana
Rhinobatos thouiniana är en rockeart som först beskrevs av Shaw 1804.  Rhinobatos thouiniana ingår i släktet gitarrfiskar, och familjen Rhinobatidae. Inga underarter finns listade i Catalogue of Life.